# دره تنگ (مشگین شهر)
منطقه فسیلی دره‌تنگ از آثار طبیعی مشگین‌شهر واقع در استان اردبیل در فهرست آثار ملی از منظر طبیعی به ثبت رسیده‌است.
منطقه تنگ در ۲۰ کیلومتری شمال مشگین‌شهر و در نزدیکی روستای قشلاقی تنگ در بخش مرادلو واقع شده‌است. وجود سنگ‌ها و صخره‌های تراشیده و برافراشته، دره‌ها و بیشه‌های طبیعی و آب و هوایی معتدل و مرغوب از ویژگی‌های این منطقه می‌باشد.در بهمن ماه ۱۳۹۹ چهار اثر طبیعی شامل منطقه فسیلی دره‌تنگ و سه درخت کهنسال گردو در روستای هدف گردشگری اونار شهرستان مشگین شهر در فهرست آثار ملی ایران قرار گرفت.